# Автошлях E18
E18 — європейський маршрут, що проходить від Крейгавона Північна Ірландія через Велику Британію, Норвегію, Швецію та Фінляндію до Росії. Довжина маршруту складає приблизно 1890 км (1174 миль).

## Маршрут

### Сполучене Королівство Великої Британії та Північної Ірландії
- Північна Ірландія
  -  M12 Крейгавон
  - M1 Крейгавон-Карн
  - Турмойра  A76 на Лурган
  -  A3
  -  A1
  - Лісберн  A49
  - Белфаст
    - Дунмюррі  A1
    - Беллідаунфайн  A55
    -  A12 Белфаст-ЗАХІД  Бродвей
    -  A6
    -  M2 Белфаст-ЦЕНТР  M3 на  «Белфаст-Сіті»
    - Белфаст-Північ  A2
    - Гленгормлі  M5

  -  A8 Ньютаунеббі
  -  A57
  - Беллінюр
  -  A36
  -  Ларн→ P&O Ferries
- Шотландія
  -  A75 Странрар→ від/до Белфаста Stena Line (як альтернатива)
  - Кастл-Кеннеді
  -   Летовище «Кастл-Кеннеді»
  - Данрэгит
  -  Міст через Уотер-оф-Люс (≈73 м.)
  -  A747
  -  Міст через Тарф-Уотер (≈30 м.)
  -  Міст через Бладнох (≈50 м.)
  - Ньютон-Стюарт  A714
  -  Міст через Крі (≈70 м.)
  -  A712
  -  Міст через Уотер-оф-Фліт (≈80 м.)
  -  A755
  - Твінхолм
  -  A762
  -  Міст через Ді (≈100 м.)
  - Касл-Дуглас  A713
  -  Міст через Ерр
  - Крокетфорд  A712
  - Дамфріс  A76
    -  Міст через Ніт (≈90 м.)
    -  A701

  -  A701
    -  Міст через Аннан (≈85 м.)

  - Аннан
  -  M2 Гретна-Грін  E05 А74(M) на Глазго
- Англія
  - Карлайл  A7
    -  Міст через Іден (≈100 м.)
    -  A69 Карлайл-СХД

  - Уорик-он-Еден
  -  Міст через Іден (≈110 м.)
  - Уорик-Бридж
  -  Брамптон
  - Холтвісл
  -  Міст через Саут-Тайн (≈88 м.)
  - Хейдон-Брідж
    -  Міст через Саут-Тайн (≈130 м.)

  -  (1,5 км.) Хексем
  -  Міст через Тайн (≈160 м.)
  -  (560 м.) Хексем
  - Корбридж  A68-ПІВНІЧ на Единбург
  -  A68-ПІВДЕНЬ на Дарлінгтон
  - Лемінгтон/Уест-Дентон  E15A1 на ПІВНІЧ: Единбург; на ПІВДЕНЬ: Лондон, Дувр  Кале (Фр.), Париж (Фр.), Ліон (Фр.), Барселона (Ісп.), Валенсія (Ісп.), Аліканте (Ісп.), Малага (Ісп.)
  -  Ньюкасл-апон-Тайн (поромна лінія Ньюкасл—Кристіансанн не функционуєт\)

### Королівство Норвегія
- Вест-Агдер
  -  Крістіансанн→ Color Line, Fjord Line від/до Гіртсгальса (Дан.)
    -   E39 на Ставангер, Берген, Тронгейм
    -  «Банегейтонель» (785 м.)
    -  Міст Вестербруа через Отру (679 м.)
    -  «Оддерстунель» (1049 м.)
    -  Варудд-мости (618 м.)
    -  Тунель під районом Сьом (≈370 м.)

  -  Міст Ноттанген (≈230 м.)
  - Гонес   Євік
  -  Зоопарк та парк розваг
- Еуст-Агдер
  -  Тунель «Стюдегей» (300 м.)
  -  Міст через оз. Студеваннт (≈115 м.)
  -  Тунель «Льоегей» (330 м.)
  -  Тунель «Стайнсос» (≈2,2 км.)
  -  Тунель «Браттхейя» (≈1,5 км.)
  -  Тунель «Сонгеф'єлm» (340 м.)
  -  Тунель «Шиф'єль» (≈1 км.)
  -  402 на (2 км.) Ліллесанн
  -  Тунель «Енгельсхей» (250 м.)
  -  Міст через оз. Кілен (≈150 м.)
  -  Міст через протоку між оз. Ланвікваннт и Страндфіордом (≈130 м.)
  -  Грімстад  404
  - Вік  407 (альтернативний маршрут до Арендала)
  -  «Грімстадтунель» (≈545 м.)
  -   Февік
  - Неденс
  -  Міст через Нідельву (≈200 м.)
  - Асдал  407
  -  42 на Олеборг
  - Арендал
  -  121 на Сальтрьод
  - Сольберг  415
  -  410 на (1 км.) Тведестранн
  - Согне
  -  Міст через протоку між оз. Лінлансваннт та Льовдалсваннт (≈85 м.)
  -  «Бруростунель» (≈155 м.)
  -  416 на Рисер
  -  Тунель під горою Рьодс-осен (≈110 м.)
  -  Міст через протоку Пінесунн (≈250 м.)
  -  418 на Фіане
  -  Міст через Голтфіорд (≈170 м.)
- Телемарк
  -  Міст через оз. Тіше (≈170 м.)
  -  Міст через оз. Баккевант (≈77 м.)
  -  Тунель під горою Гейенхей (≈750 м.)
  -  Гренландський міст через Фрієрфіорд (≈608 м.)
  -  Тунель «Герьхгульт» (≈2,2 км.)
  -  (1,6 км.) Бревік
  -  Тунель «Браттос» (≈530 м.)
  -  364 на (380 м.) Порсгрунн
  -  Тунель «Гувет» (≈540 м.)
  -  36 на (320 м.) Порсгрунн, Шієн
  -  Тунель «Телемаркспортен» (≈270 м.)
  -  Міст через Лангангенфіорд (≈780 м.) в Лангангені
- Вестфолл
  - Ларвік
    -  Міст через Фаррісельву (≈480 м.)
    -  303 до → Color Line від/до Гіртсхальса (Дан.)

  -  Міст через Логен (≈390 м.)
  - Саннефіорд
    -  305 в → Color Line від/до Стремстада (Шв.)

  -   Саннефіорд
  - Сем  300 на (4,2 км.) Тенсберг
  -  Міст через Ауліельва (≈43 м.)
  -   Ярлсберг
  -   308 на (4,5 км.) Тенсберг
  -  Тунель «Гуллі» (≈300 м.)
  -  Тунель «Гем» (940 м.)
  -  Тунель «Штенбйорнред» (600 м.)
  -  Тунель «Флор» (850 м.)
  -  310 на Гортен
  -  Тунель «Брекке» (500 м.)
  -  315 на (5 км.) Голместранн
  -  Тунель «Бортне» (1,4 км.)
  -  Тунель «Брингокер» (1,1 км.)
  -  Тунель «Іслан» (≈400 м.)
  -  315 на (740 м.) Голместранн
  -  Тунель «Гіллестад» (700 м.)
  -  Тунель «Лекен» (700 м.)
  -  Тунель «Ганеклейв» (1,7 км.)
- Бускеруд
  -  Тунель «Клевйе» (довжина тунелю різна для кожної смуги: 540 м./1,8 км.)
  - Драммен
    -  Драмменський міст через Драмменсельву (1892 м.)
    -  282

  -  285 на Лієрбюен, Тюріфйорд
  -  Туннель «Фосскулл» (550 м.)
- Акерсгус
  - Аскер
  - Саннвіка
    -  Міст через бухту Бйорнсвика (160 м.)
    -  E16 до оз. Тюрифіорд, на Флом, Гудванген, Берген
    -  Мост через Саннвіксельву та затоку Саннвіксбюхта (450 м.)

  -  Євік
  - Стабек
  - Люсакерь  Ring 3 (Об'їздна Осло)
  -  Тунель під офісним кварталом Люсакерлоккт (260 м.)
- Столичная область Осло
  -  Міст через Люсакерьельву (60 м.)
  - Осло
    - Скейен  Ring 2 (Мале кільце)
    -  Тунель «Фрогнерстранда» (≈165 м.)
    - Бюгдей, до  (1,6 км.) Музей Кон-Тікі, Музей кораблів вікінгів, Музей Фрама, Музей норвезької культури, Норвезький морський музей
    -  → Color Line від/до Кіля (ФРН)
    -  Тунель «Оператунелен»
    -  → DFDS Seaways від/до Копенгагена (Дан.);  Stena Line від/до Фредеріксгавна (Дан.)
    -  Голмліа  155
- Акерсгус
  -   152 на Колботн
  -  E6-ПІВНІЧ: Гамар, Ліллегаммер, Тронгейм, Нарвік, Кіркенес
  -  E6-ПІВДЕНЬ: Мосс, Гетеборг (Шв.), Гельсінгборг (Шв.), Мальме (Шв.)
- Естфолл
  - Спюдеберг
  -  Міст через Гломму (≈140 м.)
  -  Ашим
  -  Мюсен
  -  Міст через протоку між оз. Реденес та Оймарк (≈80 м.)
  - Ор'є

### Королівство Швеція
- Лен Вермланд
  - Тексфорс
  - Ор'єнг  172 на ПІВНІЧ: Арвіка; на ПІВДЕНЬ: Уддевалла
  - Лонгсерюд
  -  175-ПІВНІЧ на Арвіку
  -  175-ПІВДЕНЬ на Сефле
  -   E45-ПІВДЕНЬ на Сефле, Тролльгеттан, Гетеборг
  -  Слоттсбрун
  -  Міст через затоку озера Венерн (≈140 м.)
  - Грумс
  -  E45-ПІВНІЧ на Естерсунд
  -  Міст через Норсевельвен (≈470 м.)
  - Карлстад
    -   61
    -  Міст через Кларельвен (≈250 м.)

  -  Скатткерр
  - Крістінегамн  26-ПІВНІЧ на Мура
  -  26-ПІВДЕНЬ на Єнчепінг
- Лен Еребру
  - Карлскуга
    - Екебю  205
    - Сандвікен  243

  -  Лекхюттан
  -   Еребру
  -  E20 на Гетеборг, Мальме, Копенгаген (Дан.), Оденсе (Дан.)
  - Еребру
- Лен Вестманланд
  -  Міст через Арбугаон (≈150 м.)
  -  E20 на Арбугу, Ескільстуну, Седертельє
  -  Чепінг  250
  -   252
  - Вестерос
  -    Вестерос
- Лен Уппсала
  -  Енчепінг  70 на Авесту, Бурленге
  -  55 на Уппсалу
  -  Еколсундський міст через затоку Еколсундсвікен оз. Меларен (≈500 м.)
- Лен Стокгольм
  -  Міст через Рюссгравен (≈320 м.) у Кунгсенгена
  -  Міст через затоку оз. Меларен у Стекена
  - Стокгольм
    -  Тенста  275
    - Ринкебю  279
    - Сольна  E4  на Стокгольм-Арланда, Уппсалу, Умео, Шеллефтео, Лулео
    - Бергсхамра  Норртальське шосе

  -  Дандерид  262
  - Тебю
  -  274 на Ваксгольм
  -  276 на Окерсберга
  -  Норртельє  276 на Окерсберга
  -  Капельшер→ Viking Line

### Фінляндія
- Провінція Аланди
  -  Марієгамн→ Viking Line, Silja Line, Ålandstrafiken
- Провінція Західна Фінляндія
  -  Турку→ Viking Line, Silja Line від/до Стокгольма (Шв.) (як альтернатива)
    - Порт E63 на Тампере, Ювяскюля, Куопіо, Каяані, Соданкюля
    - 9 Порт Артур (VIII район Турку)  E8 8 на Раума, Порі, Вааса, Оулу, Кемі, Скиботн (Норв.)
    - 1  Міст через Аурайокі (≈150 м.)
    -  Купіттаа

  - Кааріна  180 на ПІВДЕНЬ: Паргас; на ПІВНІЧ: Кухмо
  -  Міст через Пайміонйокі (≈100 м.)
  - Пайміо
  -  Тунель «Ісокюля» (≈435 м.)
  -  52 на Сало
  -  Тунель «Хепомякі» (≈200 м.)
  -  Тунель «Лакімякі» (≈420 м.)
- Провінція Південна Фінляндія
  -  104 на Похью
  -  Тунель «Тервакорпі» (≈560 м.)
  -  Тунель (≈670 м.)
  -  Тунель «Оросмякі» (≈677 м.)
  -  Міст через оз. Майккаланселькя (≈177 м.)
  -  Тунель «Карнайнен» (≈2,3 км.)
  -  Тунель «Лехмихаан» (≈285 м.)
  -  Руотіо
  -  Міст через оз. Харваккаланлахті (≈180 м.)
  -  25-ПІВДЕНЬ на Лог'я, Ганко
  -  25-ПІВНІЧ на Гювінкяа
  -  2 на Порі
  - Вейккола
  - Великий Гельсінкі
    - 50 Об'їзна «Кехя-Рінг III» Еспоо
    - Вантаа-ЗАХІД  E123 на Тампере, Вааса
    -  Розважальний центр «Фламінго»
    - Вантаа-ЦЕНТР  45 на  Гельсінкі-Вантаа, Туусула
    - Тіккуріла  E754 на Лахті, Ювяскюля, Оулу, Рованіемі
    - 7 Вантаа-Райякюля

  -  170 (альтернативне шосе до Ловійси)
  -  Міст через затоку Сіпоонлахті (≈340 м.)
  - Порвоо
    -  Міст через Порвоонйокі (≈105 м.)

  -  Форсбю  6 на Іматру, Йоенсуу, Каяані
  -  176 на (300 м.) Ловійса,  Валко
  -  170 на Ловійса
  -  Міст через Тесйокі (≈60 м.) і Тесйокі
  -  Міст через протоку між оз. Савукоскі та затокою Ахвенкоскенлахті у ГЕС «Helsingin Energia» (≈65 м.)
  -  Міст через західне гирло Кюмійоки (≈75 м.)
  - Сільтакюля
  -  Котка
    -  Міст через Кюмійокі (≈230 м.)
    -  Фортеця Кюмінлінна XVIII ст.
    -  15-ПВДЕНЬ до 
    -  Міст через середнє гирло Кюмійокі (≈200 м.)
    -  Міст через східне гирло Кюмійокі (≈65 м.)

  - 15-ПІВНІЧ на Коувола, Міккелі
  -  Гаміна  26
    -  (2 км.) 

  -  (300 м.)  Бункерний музей
  -  384 Віройокі, Мієхиккяля
  -  Міст через Ваалімаанйокі (≈55 м.)
  - Ваалімаа  Куркела, Котола
  -  387 на Лаппеенранту
  -  МАПП Ваалімаа

### Російська Федерація
- Ленінградська область
  -  МАПП Торфяновка
  - А181 Торфяновка
    -  Міст через Серьгу (≈60 м.)

  -  Тиловий КПП «Лайхалампі» (проїзд у бік кордону тільки при наявності пропуску або шенгенської візи у Закордонному паспорті)
  - Можжевельниково
  -  Міст через Піщану (≈40 м.)
  - Кондратьєво
  -  Міст через Велику (≈55 м.)
  -  Міст через Чулковку (≈60 м.) біля сел. Чулково
  -  (1,8 км.)  Місце купання на березі Балтійського моря «Пляж на 23 кілометрі»
  -  Міст через Полеву (≈70 м.) у сел. Велике Поле
  -  Міст через Малу Липовку (≈42 м.)
  - Виборг  ЦЕНТР
    -  Селезневський міст через Селезневку (≈400 м.)
    -  А127 Брусничне шосе на  МАПП Брусничне
    -  Павлівський міст через Сайменський канал (≈500 м.)
    -  КПП «Павлівський міст» (вибіркові перевірки проїжджаючих у бік кордону)
    -  А124 Свєтогорське шосе на ПІВДЕНЬ: Виборг; на ПІВНІЧ: Каменногорськ, Свєтогорськ
    -  Н52 на Смирново

  -  Черкасово
  -  Перово
  - Толоконниково
  -  А122
  -  Міст через Перовку (≈85 м.)
  -  Стрельцово
  -  Фінський опорний пункт на Лінії Маннергейма, часів «Зимової війни» (розташовано у православного хреста)
  -  Н66 на ПІВДЕНЬ: Кирилівське; на ПІВНІЧ: Кирпичне
  -  Н65 на ПІВДЕНЬ: Побєда; на ПІВНІЧ: Пушне
  -  Н64 на ПІВДЕНЬ: Рощино; на ПІВНІЧ: Цвелодубово
  -  на птахофабрику «Роскар»
  -  Міст через Грязновку (≈40 м.)
  -   Місце купання на оз. Затейливе
  -  Р34 на ПІВДЕНЬ: Рощино; на ПІВНІЧ: Первомайське
  - Огоньки  А122
  -  Міст через Птичью (≈23 м.)
  -  А120 («бетонка»)
  -  Міст через Сестру (≈88 м.)
  -  А122
  -  Міст через Сестру (≈35 м.)
  - Белоострів  Зеленогорське шосе на Репино, Комарово, Зеленогорськ
  -  Приморське шосе на Солнечне, Репино, Комарово, Зеленогорськ, Приморськ (Санкт-Петербург)-ПІВНІЧ
  -  Сестрорецьк
    -  Пляж «Північний»
    -  Офіцерський міст через Сестрорецький Розлив (≈70 м.)

  -  Александровська
  -  КАД на ПІВДЕНЬ: Кронштадт, Ломоносов; на ПІВНІЧ:  Левашово, Парголово
  -  Лісій Ніс
  -  Лахтинський міст через протоку Бобилка, між Лахтинський розлив та Невською губою (≈25 м.)
  - Санкт-Петербург
    - Приморське шосе
    - Приморський проспект